# 刺额短刺鲀
刺额短刺鲀（学名：Chilomycterus echinatus）为刺鲀科短刺鲀属的鱼类。分布于非洲南端的开普敦及纳塔尔、和非洲的东岸及红海以及中国南海等海域。